# Mielnik (gmina)
Mielnik (daw. gmina Radziwiłłówka) – gmina wiejska w województwie podlaskim, w powiecie siemiatyckim. W latach 1975–1998 gmina położona była w województwie białostockim.
Siedziba gminy to Mielnik.
Według danych z 30 czerwca 2004 gminę zamieszkiwało 2708 osób.

## Struktura powierzchni
Według danych z roku 2002 gmina Mielnik ma obszar 196,24 km², w tym:
- użytki rolne: 35%
- użytki leśne: 59%

Gmina stanowi 13,44% powierzchni powiatu.

## Demografia

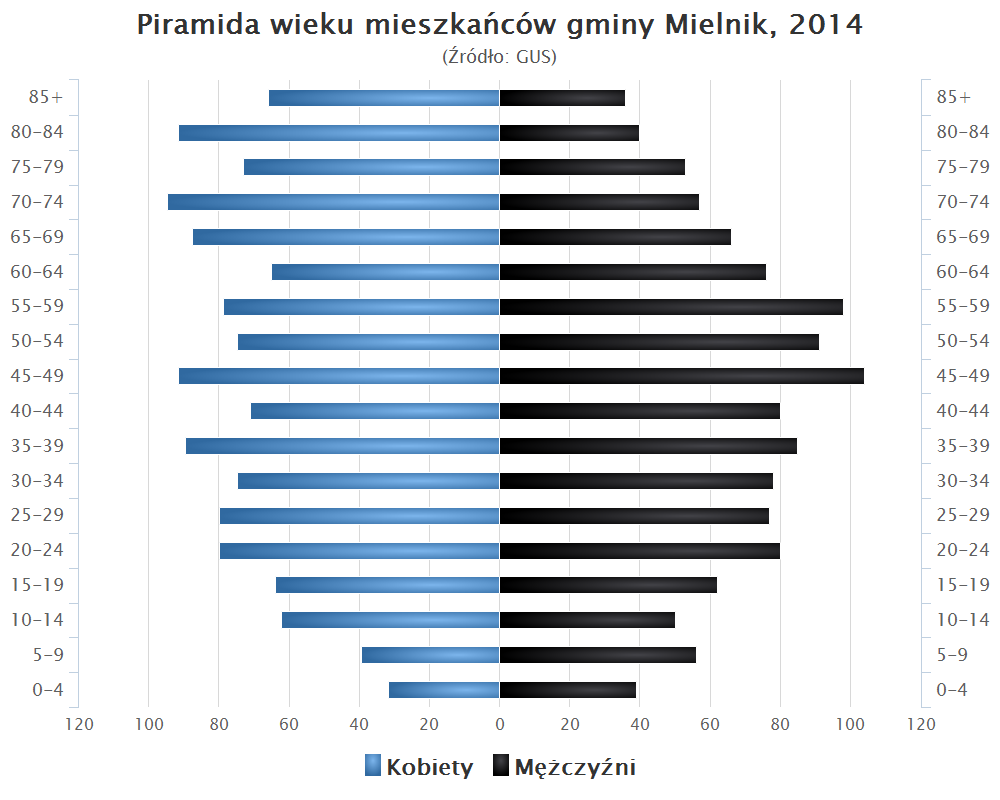
Piramida wieku mieszkańców gminy Mielnik w 2014 roku

Dane z 30 czerwca 2004:
| Opis                              | Ogółem | Ogółem | Kobiety | Kobiety | Mężczyźni | Mężczyźni |
| --------------------------------- | ------ | ------ | ------- | ------- | --------- | --------- |
| jednostka                         | osób   | %      | osób    | %       | osób      | %         |
| populacja                         | 2708   | 100    | 1412    | 52,1    | 1296      | 47,9      |
| gęstość zaludnienia (mieszk./km²) | 13,8   | 13,8   | 7,2     | 7,2     | 6,6       | 6,6       |

## Gospodarka
Na terenie gminy znajduje się odkrywkowa kopalnia kredy. Według danych z 2022 roku Gmina Mielnik jest 8. najbogatszą gminą w Polsce.

## Honorowi obywatele
Tytuł honorowego obywatela gminy Mielnik otrzymał Henryk Musiałowicz.

## Sołectwa
(Adamowo-Zastawa-Mętna), Homoty, Maćkowicze, Mielnik, Moszczona Królewska, Niemirów, Osłowo, Pawłowicze, Radziwiłłówka, Sutno, Tokary, Wajków, Wilanowo.

## Pozostałe miejscowości
Adamowo (osada), Dębniak, Grabowiec, Końskie Góry, Koterka, Kudelicze, Oksiutycze, Olchowicze, Poręby, Prowały, Stankowicze, Żołędne.

## Sąsiednie gminy
Konstantynów, Nurzec-Stacja, Sarnaki, Siemiatycze. Gmina sąsiaduje z Białorusią (sielsowiety Ogrodniki i Wołczyn rejonu kamienieckiego).